# Vital Alsar
Vital Alsar, né le 7 août 1933 à Santander (Espagne) et mort le 15 septembre 2020 à Acapulco (Mexique), est un navigateur et explorateur espagnol.

## Biographie
Pendant son service militaire au Maroc, Vital Alsar lit un récit sur le Kon-Tiki. Cette lecture suscite son intérêt pour réaliser à son tour une prouesse similaire quelques années plus tard avec son ami Marc Modena, au départ de Montréal.
À vingt ans, il quitte l'Espagne pour chercher du travail. Il arrive en France où il demeure pendant plus de trois ans, en travaillant dans divers métiers, puis se rend à Stuttgart et Hambourg, pour y travailler pendant plusieurs années. En Allemagne, il commence à mûrir l'idée de traverser le Pacifique avec un radeau de balsa. Puis il part travailler dans le froid canadien pour réunir le budget nécessaire à la réalisation de son expédition, où il rencontre Marc Modena.

## Expéditions

### Équateur-Australie,La Pacifica
Sa première aventure commence en 1966, le lendemain de son mariage. Avec toutes ses économies et à bord d'une simple embarcation faite de balsa  (La Pacifique), Vital Alsar part couvrir le trajet entre l'Équateur et l'Australie. Cette expédition est un échec en raison de l'attaque d'un ver parasite du bois qui coule le radeau après 143 jours de navigation,,.

### Équateur-Australie,La Balsa
Sa deuxième tentative de traversée de l'océan Pacifique, à bord du radeau La Balsaau, au départ de Guayaquil avec pour arrivée le port australien de Mooloolaba, réussit en 1970. C'est le résultat de 161 jours de voyage et 8 565 milles de navigation, malgré le fait que les médias attribuent son succès au hasard. C'est pour cette raison que Vital Alsar explique à tous les journalistes australiens qu'il prouvera que ce n'est pas le fruit du hasard. Il dit : « Je reviendrai avec une flotte », ce qu'il accomplit dans son expédition suivante appelée Les Balsas.

### Équateur-Australie,Les Balsas
Trois ans après, Vital Alsar tente une troisième traversée du Pacifique avec trois radeaux de Balsa, au départ de Guayaquil. Ils atteignent finalement les côtes de Ballina en Australie après 179 jours de navigation.

### Mexique-Espagne-Mexique:Mar, Hombre y Paz(La Mer, L'Homme et la Paix)

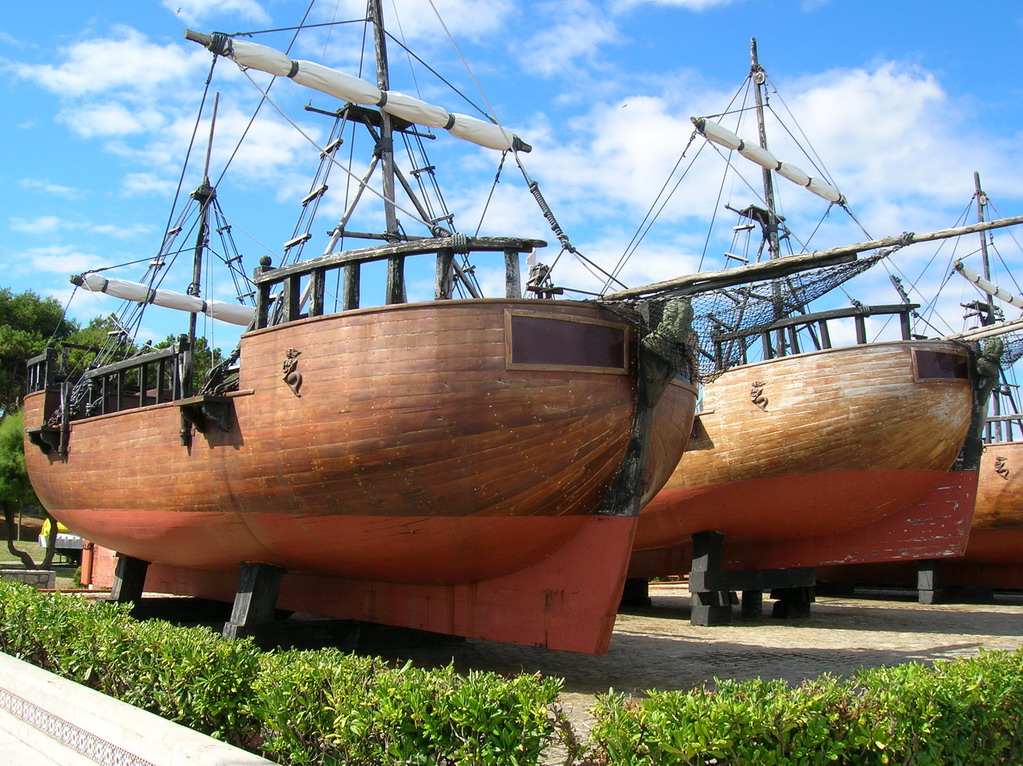
Trois galions utilisés par Vital Alsar dans la presqu'île de la Magdalena à Santander (Espagne).

En 1978, Vital Alsar confectionne trois galions. Il part du port de Tampico au Mexique jusqu'à Santander en Espagne. 
Il souhaite alors bâtir un navire, réplique exacte du bateau de Christophe Colomb, la Santa-Maria. En 1980 le projet La mer, L'homme et la paix est ainsi né. Il fait le tour du monde, à bord de la Marie-Galante. Bien qu'il n'existe aucun plan original de la Santa-Maria qui a échoué au large des côtes d'Haïti, Alsar s'est inspiré de plans de navires nautiques d'époque pour concevoir ce trois mâts de 44,5 mètres de long, dont la fabrication a coûté $1,5 million.

## Prix et reconnaissances
- Prix de la Société de géographique espagnole
- Prix de l'Adena International
- Prix de la Société Protectora de la Nature, représenté par un Dauphin d'Or de Salvador Dalí, qu'il partage avec Philippe Cousteau.

## Vie privée
Vital Alsar vit au Mexique dès les années 1960. Il était marié à une femme mexicaine et a eu deux enfants.